# 兰卫医学
上海兰卫医学检验所股份有限公司簡稱蘭衛醫學（深交所：301060），是中華人民共和國一家医学检验和病理诊断提供商，歷史可以追溯到1993年。2007年，上海蘭衛成立。2019冠狀病毒病疫情暴發後，上海兰卫成立核酸检测应急小组。2021年9月13日登陆深交所创业板。根據2022年第一季度报告，該公司收入同比增长132.24%。該公司曾因核酸检测出结果慢被投诉。

## 外部連結
- 官方网站